# Suzanne Buis
Suzanne Buis (Alkmaar, 1 juli 1973) is een Nederlandse kinderboekenschrijfster, auteur, spreker en coach.
Suzanne Buis is oprichter van het Droomdenkers Talentcentrum in Limmen. Hier kunnen kinderen, jongeren en volwassenen terecht voor begeleiding bij hoogbegaafdheid, hoogsensitiviteit en beelddenken. Suzanne Buis werkt er als coach en als trainer studievaardigheden voor jongeren, met psycho-educatie en erkende methodes als het Wereldspel (non-verbaal signaleringsinstrument) en de Leren Leren Methode voor beelddenkers.
Schrijvers kunnen bij Suzanne Buis terecht voor hulp bij het maken van boeken. Van beginnende schrijvers tot gevestigde coaches en ondernemers zijn geholpen bij ontwikkelen van hun ideeën, realiseren van manuscripten en benaderen van uitgevers, dankzij een sessie bij de Gedachtenschenker. 
Suzanne Buis is incidenteel werkzaam als journalist en creative copywriter, voor opdrachtgevers als De Efteling, Universiteit Utrecht, Uitgeverij Kluitman, Penny Magazine, Kennisnet, PON.
Het bekendste boek van Suzanne Buis is De droomdenker, lees- en werkboek over hoogbegaafdheid, hoogsensitiviteit en beelddenken. Het boek helpt kinderen vanaf 7 jaar bij psycho-educatie. Het boek is een bestseller en internationaal verkrijgbaar, ook in het Engels en Duits.
Uitgeverij Vol liefs, 2016
Ondersteuning van ouders bij het begeleiden van hoogbegaafde kinderen biedt Suzanne Buis in de vorm van een online cursus Basiskennis Hoogbegaafdheid: cursushoogbegaafdheid.nl
Interviewbundels met veel tips van deskundigen, plus ervaringsverhalen van jongeren en ouders schreef Suzanne Buis onder de titels:
Mijn hoogbegaafde kind en ik (Uitgeverij Nanda)
Mijn hoogbegaafde puber (248Media)
Tranen van mooite (Uitgeverij Vol liefs) verscheen in 2016.
In 2002 nam Suzanne Buis de Floortje-serie van Cok Grashoff over. Zij bewerkte negen bestaande delen over Floortje Bellefleur ingrijpend en schreef er tien nieuwe bij. Ze heeft ook een aantal vertalingen en bewerkingen op haar naam staan, onder anderen van Emily Rodda's Deltorareeks, de Glitter Girls (Ned. Glitterclub) van Caroline Plaisted, de Dream Master-serie (Ned. Thomas en de Tijdmantel) van Theresa Breslin en het Princess Handbook (Handboek voor prinsessen) van Susanna Davidson.
In september 2010 verscheen Suzanne Buis' eerste boek voor volwassenen, Ik date maar wat.
Sinds 2011 zijn zeven delen verschenen in de serie Lizzy, een feelgood-meidenserie geschreven door Suzanne Buis, voor 9+.

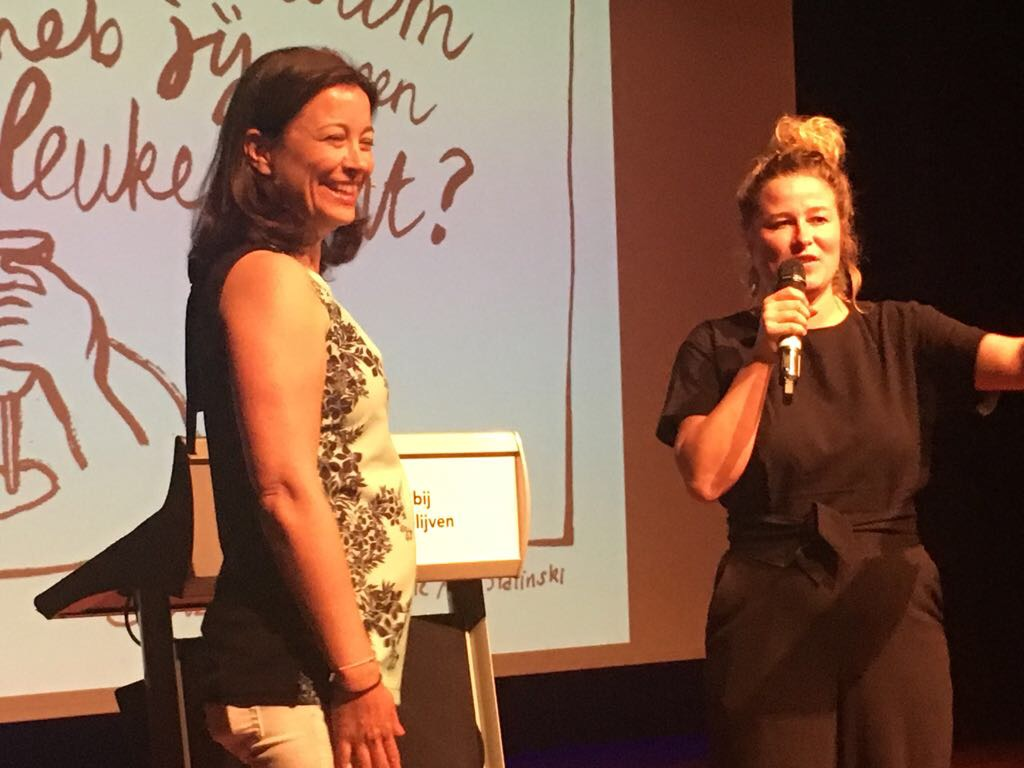
Suzanne Buis tijdens haar optreden 'Daten? Lekker zelf weten' bij Uitmarkt 2017

Suzanne Buis is eveneens de bedenker van het kunstwerk CatchFish. Dat is een grote vis waarin petflessen in kunnen worden gestopt voor de bewustwording van het plasticsoep. Deze vis heeft vanaf juli 2020 gestaan langs de Nederlandse kust.
- Gemeinsame Normdatei: 1204030529
- International Standard Name Identifier: 0000 0003 6914 6115
- Nederlandse Thesaurus van Auteursnamen: 240784219
- Virtual International Authority File: 285100866
- WorldCat: E39PBJwMGJrkGRrTxqY3kMBQMP